# Маршалл, Йоханс
Йоханс Маршалл (род. 22 января 1986 года, Диего-Мартин, Тринидад и Тобаго) — тринидадский футболист, защитник клуба «Куинз Парк Си-Си» и сборной Тринидада и Тобаго.

## Карьера

### Клубная
На родине Йоханс учился в колледже св. Антония. В нём он, как и многие его товарищи, начал заниматься футболом. В 2005 году Маршалл поступил в Южно-Флоридский университет, где играл за студенческую футбольную команду.
Из-за слабого выступления на преддрафтовом комбайне на Супердрафте MLS 2009 Маршалл остался невыбранным. Однако, менее чем две недели спустя, в феврале, с защитником заключил контракт клуб «Лос-Анджелес Гэлакси». За два года нахождения в команде, Маршалл всего лишь дважды появлялся на поле. Большее время он проводил в аренде, играя за «Остин Ацтекс» в USL-1. В дальнейшем сделать себе карьеру в американском первенстве у защитника не получилось. Маршал не смог заиграть ни в одной команде.
В 2014 году футболист вернулся на родину, выступать за клуб «Сентрал». До своего приезда в Тринидад и Тобаго, Йоханс Маршалл успел также немного поиграть в экзотических первенствах Таиланда и Мьянмы.
В 2019 году вместе со своим соотечественником Кестоном Джорджем играл за исландским клубом низшей лиги «Коурдренгир».

### В сборной
За сборную Тринидада и Тобаго Маршалл дебютировал 10 октября 2010 года в товарищеском матче против сборной Ямайки. В её составе он принимал участие в розыгрыше двух Карибских кубков 2010 и 2014 годов.

## Достижения
- Обладатель MLS Supporters’ Shield: 2010